# Rasa del Bosc
La Rasa del Bosc és un torrent afluent per l'esquerra de la Riera de Llanera. Els 1.715 metres inicials del seu curs (72,21% del total)transcorren pel terme municipal Llobera i els 660 m. restants (27,79% del total) transcorren per l'interior del terme municipal de Torà.

## Xarxa hidrogràfica
La seva xarxa està constituïda per tres cursos fluvials que sumen una longitud total de 3.635 m. amb la següent distribució municipal: 